# Marsac-en-Livradois
Marsac-en-Livradois település Franciaországban, Puy-de-Dôme megyében. Lakosainak száma 1391 fő (2022. január 1.). Marsac-en-Livradois Arlanc, Ambert, Chambon-sur-Dolore, Champétières, Chaumont-le-Bourg, Saint-Bonnet-le-Chastel, Saint-Ferréol-des-Côtes, Saint-Just és Saint-Martin-des-Olmes községekkel határos.

## Népesség
A település népességének változása:
| Lakosok száma | 1462 | 1459 | 1520 | 1458 | 1458 | 1455 | 1434 | 1412 | 1391 |
|               | 2013 | 2015 | 2016 | 2017 | 2018 | 2019 | 2020 | 2021 | 2022 |